# Johnny O'Clock
Johnny O'Clock is een Amerikaanse film noir uit 1947 onder regie van Robert Rossen.

## Verhaal
Het garderobemeisje Harriet Hobson begaat zelfmoord en ook haar corrupte politievriendje Chuck Blayden wordt dood aangetroffen. Daardoor komt de beroepsgokker Johnny O'Clock in het vizier van de politie. Hij doet zijn best om zijn onschuld te bewijzen.

## Rolverdeling
| Acteur       | Personage         |
| ------------ | ----------------- |
| Dick Powell  | Johnny O'Clock    |
| Evelyn Keyes | Nancy Hobson      |
| Lee J. Cobb  | Inspecteur Koch   |
| Ellen Drew   | Nelle Marchettis  |
| Nina Foch    | Harriet Hobson    |
| Thomas Gomez | Guido Marchettis  |
| John Kellogg | Charlie           |
| Jim Bannon   | Chuck Blayden     |
| Mabel Paige  | Slordige huurster |
| Phil Brown   | Receptionist      |